# 히노 히데시
히노 히데시(일본어: 日野 日出志, 1946년 4월 19일 ~ )는 일본의 만화가이다. 당시 중화민국 영토였던 중화인민공화국의 치치하얼 시에서 태어나 일생의 대부분을 도쿄도에서 보냈으며, 현재는 사이타마현에 거주하고 있다.

## 생애
히노 히데시는 구 만주국 지역의 치치하얼 시에서 일본인 거류민 가정에서 태어났다. 당시 만주 지역에서는 만주국이 멸망하고 만주국이 차치하던 영토가 소련군의 군정하에 놓인 상황이었고, 소련군은 제2차 세계 대전의 전후 처리의 일환으로 일본인 거류민들을 색출해 일본으로 추방하고 있던 상황이었다. 때문에 히노 히데시의 가족들은 일본으로 추방되어 일본의 도쿄도에 정착하게 되었고, 이로 인해 그는 어린 시절을 도쿄에서 보내었다. 당시의 그는 영화 감독을 지망하고 있었고, 취미로 영화를 관람하거나, 그림 그리는 일에 몰두하곤 하였다. 이후, 고등학생 시절에 쓰게 요시하루의 만화를 접하면서 본격적으로 만화에 관심을 쏟기 시작했다. 1967년에 만화 잡지인 《COM》에 단편 만화를 기고하면서 만화가로 데뷔하였고, 1년간의 집필 끝에 1970년에 단편 만화 모음집인 《조로쿠의 기묘한 병》을 발표하였다. 그 이후로 《지옥도》, 《붉은 뱀》 등의 작품을 발표하였고, 2001년을 끝으로 더 이상 만화가로서의 활동을 하지 않고, 오사카 예술대학의 교수로 임용되어 현재까지 재직하고 있다.

## 작품 특징
작품에서는 괴기하면서 서정적인 세계를 독특한 터치로 표현한다. 일본 공포만화계의 중진이며 일본 국내뿐 아니라 일본 국외에서도 인기가 높다. 스기우라 시게루의 팬으로, 그에게 영향을 받은 만화가들 중 한 명이다. 2001년 이후로는 절필을 선언하고, 오사카 예술대학의 예술학부 캐릭터조형학과 교수로 재직하고 있다.